# Baniyabhar
Baniyabhar (nepalski: बनियाभार) – gaun wikas samiti w zachodniej części Nepalu w strefie Bheri w dystrykcie Bardiya. Według nepalskiego spisu powszechnego z 2001 roku liczył on 1908 gospodarstw domowych i 14798 mieszkańców (7270 kobiet i 7528 mężczyzn).